# Scaphoideus nigrifacies
Scaphoideus nigrifacies är en insektsart som beskrevs av Cai och Shen 1999. Scaphoideus nigrifacies ingår i släktet Scaphoideus och familjen dvärgstritar. Inga underarter finns listade i Catalogue of Life.